# Claea
Claea es un género de Balitoridae perteneciente a Asia oriental.

## Especies
Hay dos especies reconocidas en este género.
- Claea dabryi (Sauvage, 1874)
- Claea niulanjiangensis (L. Chen, Zong-Min Lu & W. N. Mao, 2006)